# 妇人画像
《妇人画像》（英語：Portrait of a Lady）是尼德兰画家罗希尔·范德魏登的小型橡木板油画，估计在1460年左右完成。画中女子的面纱、领口、脸部和手臂线条形成几何图形，头饰和面部由光线从上向下照亮，共同组成画面构图。模特的美几乎有些不自然，呈现哥特式的优雅，画上黑暗与光明的鲜明对比又令这种美和优雅更为显著。
范德魏登因善于在画作中入木三分地刻画人物性格获后代画家高度评价，他的晚年一直忙于创作肖像画。以《妇人画像》为例，画作中人体格瘦弱、双眼视角下垂，手指紧紧绞在一起，表现出谦卑和内敛的气质。对于人物苗条的身材，画家通过哥特式拉长理念呈现，如狭窄的双肩、扎紧的头发、光亮的额头，以及头饰构成的精致框架。《妇人画像》是唯一有范德魏登签名且普遍认可是他创作的女子画像，由于缺乏注明，模特儿的身份暂无定论。
范德魏登不坚持将人物理想化，但一般还是会把肖像画得更加讨喜。他笔下的模特儿往往身着非常时髦的服装，面部特征圆滑，甚至接近雕塑效果，有些已经显得不自然。适应这样的审美观后，观众就能发现范德魏登笔下女人往往存在惊人的相似。
位于华盛顿哥伦比亚特区的美国国家美术馆于1937年获得捐赠，此后《妇人画像》就一直在该馆收藏。画作在德沃斯分类目录中排在范德魏登作品第34位，评论认为即便是与“所有流派的女子肖像”相比，《妇人画像》“都享有盛名”。

## 画作详解
画中女子在二十岁左右，只显示上半身，身体呈四分之三侧面，身后是深蓝绿色二维背景。平坦的背景缺乏细节，这种风格在画家体现虔诚信仰的作品中很常见。范德魏登在创作肖像画时通常采用深色背景来着重刻画人物，这种手法与同时代的揚·范艾克（约1395至1441年）一致。漢斯·梅姆林（约1435至1494年）是范德魏登的弟子，从他开始，尼德兰画家才用室外或风景作为肖像画背景。《妇人画像》的平坦背景令观众注重女子面部和沉稳姿态。范德魏登将重点放在四个基本特征上，分别是女子的头饰、衣装、面部和双手。时过境迁，画作背景颜色变得更深，画家创作时，人物的埃宁帽和服装线条可能更加锐利。

彼得鲁斯·克里斯蒂（约1410/1420年至1475/1476年）约1455年完成的《女供养人画像》，华盛顿哥伦比亚特区国家美术馆收藏。克里斯蒂的作品在色彩和人物表情方面对范德魏登影响很大

人物身着优雅的低胸黑色连衣裙，颈部和手腕位置有黑色毛皮带。她的服饰合乎当时勃艮第人的时尚风格，画面强调哥特式艺术的高瘦审美理念，范德魏登也经常获勃艮第宫廷委托作画。女子的衣服由鲜红腰带在胸部下方繫住，浅黄褐色的埃宁帽头饰上披着大块透明面纱，面纱垂在双肩，并碰到两手上臂。画上用小针定位面纱，范德魏登对服装结构一向的严谨态度可见一斑。
妇人的面纱呈菱形，与外衣下的浅色背心方向相反，构成平衡。她的朝向略有倾斜，但姿势是以双臂、低胸和面纱相互交织的宽广线条为中心。人物头部略有些发光，皮肤没有强烈色调对比，脸部偏瘦且长，睫毛和眉毛都拔过，后拉出来的发际线显得额头高而光亮，在当时非常时髦，后拉发际线也与文艺复兴时期意大利的时尚相符。人物头发紧紧地固定在耳后的帽子里，高高的头饰和前额剃掉的头发令脸庞更显拉长，效果近似雕塑。
美术史学家诺伯·施耐德（Norbert Schneider）指出，画中女人的左耳位置太高且偏后，已经与双眼平行，通常来说，人的耳朵是与鼻子在同一高度。估计画家此举意图让作品线条更简洁和优雅，涉及的两条线一由下巴轮廓线与耳朵外沿连接而成，另一条从面纱右翼内侧边缘连至耳朵内沿，并在耳朵内沿通过面纱摺皱延伸到头顶后部。面纱在15世纪通常用于掩盖肉体的性感来保持端庄，但本作中的作用截然相反，女人的脸被头饰框住，令美貌更加凸显。

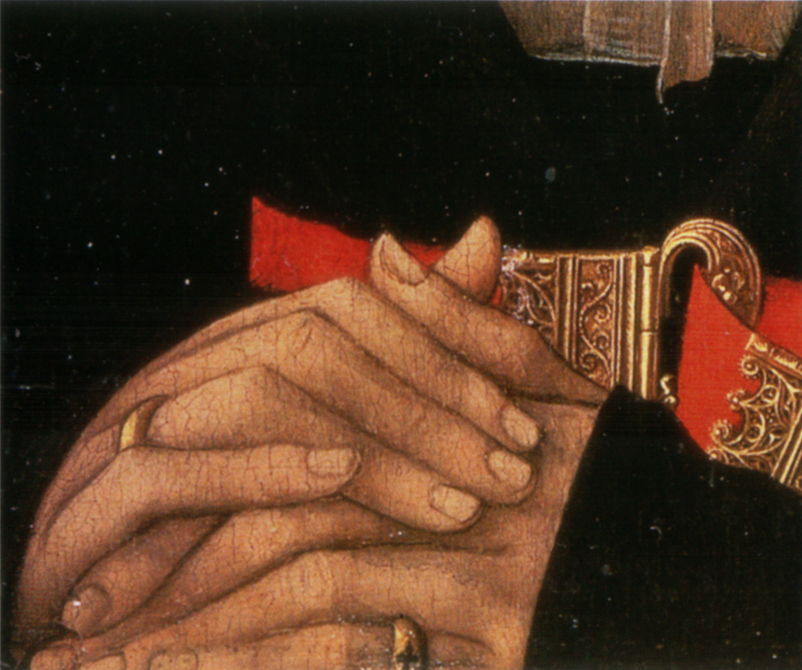
画面特写，显示人物紧紧绞在一起的手指和红色腰带

模特儿的双手紧密交叉，仿佛正在祈祷，同时位置已在画面底部，又好像搁在画框上。双手紧密压缩到只占画面很小的范围，估计范德魏登是想突出人物头部，避免高调展示其他部位分散注意力。纤细的手指刻画细致入微，作者经常通过渲染模特儿的脸和手来表明人物社会地位。她的手腕被衣袖挡住，手指相互交叠，描绘错综复杂，是全画最细致的部分，与金字塔形的画面上部呼应。
女人的双眼谦卑地向下凝视，与相对奢侈的衣装呈对比。人物表情中透出虔诚，表现手法在范德魏登的作品中很常见。画家通过色调和明显的光泽令双眼和鼻子显得更长，下唇也更饱满。面部器官周围的部分垂直线条经强化更为明显，瞳孔扩大，眉毛略有上抬。此外，人物脸部轮廓的凸显方向略有些不自然和抽象，已经超出15世纪人物肖像的惯例。美术史学家欧文·潘诺夫斯基认为，这种创作手法源于作者“关注某些从面相学和心理学角度来看较为显著的特征，他主要用线条来表达这些特征”。人物的额头很高，嘴唇丰满，评论认为这表明人物天生既斯文、禁欲又热情，象征“她性格中还有矛盾的一面”，潘诺夫斯基称为“闷骚”。
模特儿的身份已不可考，但部分美术史学家提出推论。作家威廉·斯坦（Wilhelm Stein）于20世纪初根据人物面部特征声称画中人可能是好人菲利普的私生女玛丽·德瓦伦宁（Marie de Valengin），而且好人菲利普确曾在1450年左右委聘范德魏登绘制肖像。不过，斯坦的看法存在争议，没有得到广泛认可。考虑到人物的双手看起来好像靠在画框下部，美术史学家普遍认为《妇人画像》是独立肖像画，而非宗教奉献作品。有可能还有女子丈夫的画作配对，但至今尚未有人提出任何画作可能是配对作品。

## 突破理想化肖像理念

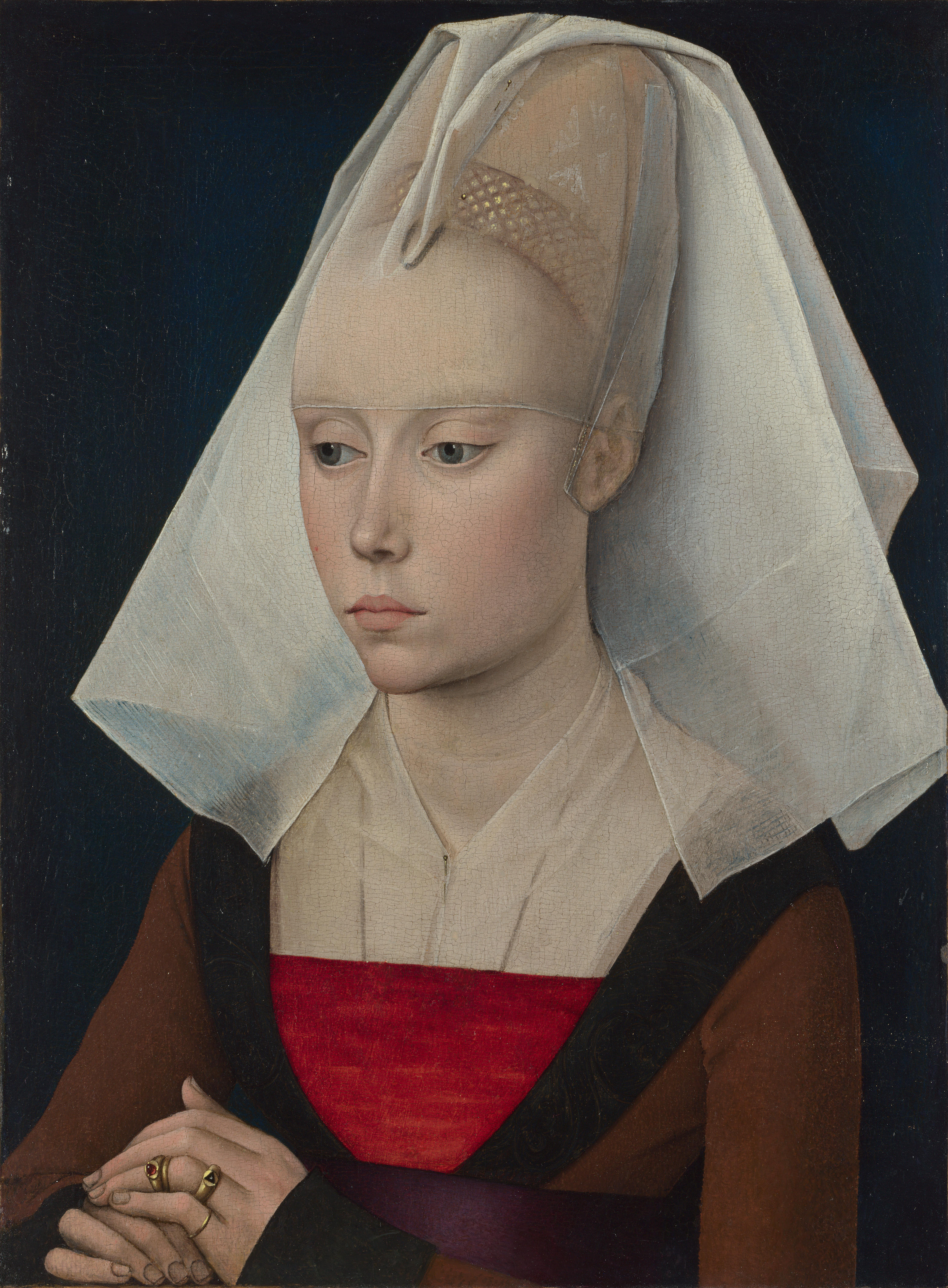
罗希尔·范德魏登画室，《妇人画像》，约1460年完成，现藏伦敦国家美术馆。两幅同名画作颇为相似，但在作者画室发现的这幅细节要少得多，估计完成时间最晚可能是1466年

范德魏登的肖像画创作理念与范艾克和罗伯特·坎平相同，他曾于1426年在坎平手下学徒。15世纪早到中期，三人都是第一代北方文藝復興画家，也是首批以自然主义手法描述社会中上阶层人士，不再把他们画成中世纪基督徒理想化形象的画家。早期尼德兰绘画中值得画像的贵族和神职人员基本上都是侧面像，但范艾克在《头巾男子画像》（Portrait of a Man in a Turban）等作品中打破传统，显现四分之三面部的侧面人像，成为早期尼德兰肖像画的标准。范德魏登在本作中采用同样的人物侧姿，这样更有利于画家描绘模特儿的头部形状和面部特征。画上只有女子的上半身，所以画家有充分空间展示腰间交叉的双手。
虽然创作手法受到的限制更少，但范德魏登的女子画像无论思路还是构图都非常相似，也和坎平的女子肖像很像，甚至经常导致后人把两人的作品搞混。这些画像大多是显现四分之三人物脸庞的半身像，模特儿身后基本都是统一且毫无特点的深色背景。此类画像多以情感表达著称，各女子的面部特征非常接近，表明画家虽不坚持将人物理想化，但通常还是会把肖像画得更符合当时审美，以此取悦模特儿。范德魏登的大部分肖像都是在贵族委聘下创作，他一生中只有五幅肖像作品不是供养人画像，《妇人画像》便是其一。后世确知范德魏登1460左右完成的《菲利普·德克洛伊肖像》（Portrait of Philip de Croÿ）就有意掩盖人物的大鼻子和欠美观的下颚，讨好这位年轻的佛兰芒贵族。美术史学家施耐德在谈及这种创作趋势与《妇人画像》的关系时指出，范艾克就像以前那样从“原始”角度展现自然，范德魏登则在画笔的帮助下改善自然真实形态、将人物与自然变得更文明、更精炼。与伦敦英国国家美术馆的同名类似画室作品相比，美国国家美术馆的《妇人画像》品质更高。伦敦画像中的人物面部特征更柔和与圆滑，年纪更小，人物特征也更少，绘画技术同样不及华盛顿画像精细和微妙。不过，两幅作品都有类似的面部表情和服装。
与单幅肖像相比，范德魏登更注重所有画作整体呈現的美学和情感效应。美术史学家兼伦敦国家美术馆馆长洛恩·坎贝尔（Lorne Campbell）认为，《妇人画像》的声望不单来自画中人的优雅，更多是因为这种优雅简洁的格局。范德魏登不满足于传统的理想化境界，他自创审美并在肖像和宗教画作落实。这种审美包括哀愁奉献的气氛，是作者所有肖像画的基调。他笔下的人物虽比前辈画家更自然，但在描绘模特儿虔诚形象上的个人坚持往往令画作比例失调。
前美国国家美术馆长约翰·沃尔（John Walker）认为，画中人部分外貌特征虽然很不自然，但整体还是“异常美丽”。完成本作时，范德魏登的知名度甚至超越范艾克，《妇人画像》以简朴灵性超越范艾克的感官风格，这正是作者得享大名的关键。

## 状况和传承

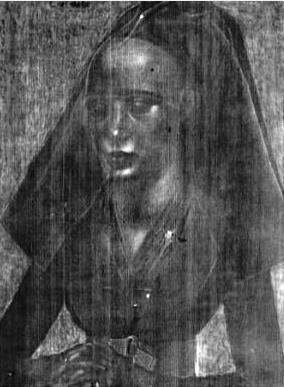
画作1937年的X光照相图，显示女子的腰部起初更窄，乳房更明显

作者没有给画作起名，早期文献也没有记录模特儿的身份。从人物服饰风格来看，这幅画的创作时间应该是画家的职业生涯末期。目前认定画作大约是在1460年完成，这主要是根据人物的时髦服饰，以及范德魏登创作风格发展过程对应的作品时间顺序，实际完成时间有可能更晚（范德魏登于1464年谢世）。
《妇人画像》画在带有垂直纹路的单块橡木板上，各边都留有边距未涂油彩。画板先用石膏底料处理，然后用单色画上人物，再加上油彩釉料实现细微而透明的色调渐变。红外线反向照相结果表明，作者创作前没有先在橡木板上打草稿，也没有任何证据表明画作下有遮挡起来的素描。画中女子起初更显苗条，但在创作过程中经过修改，腰带位置下方有很厚的背景油彩，表明原本的轮廊被加宽。通过X射线图像也能看出这些更改。《妇人画像》状况相对良好，已经多次清理，最近一次是1980年。面纱、头饰和衣袖位置有油漆脱落，耳朵存在磨损。
画作的部分传承已不可考，虽有部分早期库存清单中提到同名画作，但是否确是本作至今存疑。19世纪初，画作由德国安哈尔特亲王持有，估计此人是利奥波德·腓特烈·弗朗茨（1817年逝世），此后很可能流入利奥波德·腓特烈（1871年去世）手中。1902年，此画被借出后在布魯日省政府礼堂举办的弗莱芒早期艺术展（Exposition des primitifs flamands à Bruges）上展览。此后由安哈尔特公爵持有，直至1926年转卖给画商杜维恩兄弟（Duveen Brothers），又在同年由安德鲁·W·梅隆买下。1927年，梅隆将画作借给伦敦皇家艺术研究院展出，展览品包括跨度达六个世纪的弗莱芒和比利时美术品。1932年，梅隆在遗嘱中将本作留给自设的教育和慈善信托，该机构又在1937年把画损赠给华盛顿哥伦比亚特区的美国国家美术馆，至今仍在该馆展示。

## 画廊

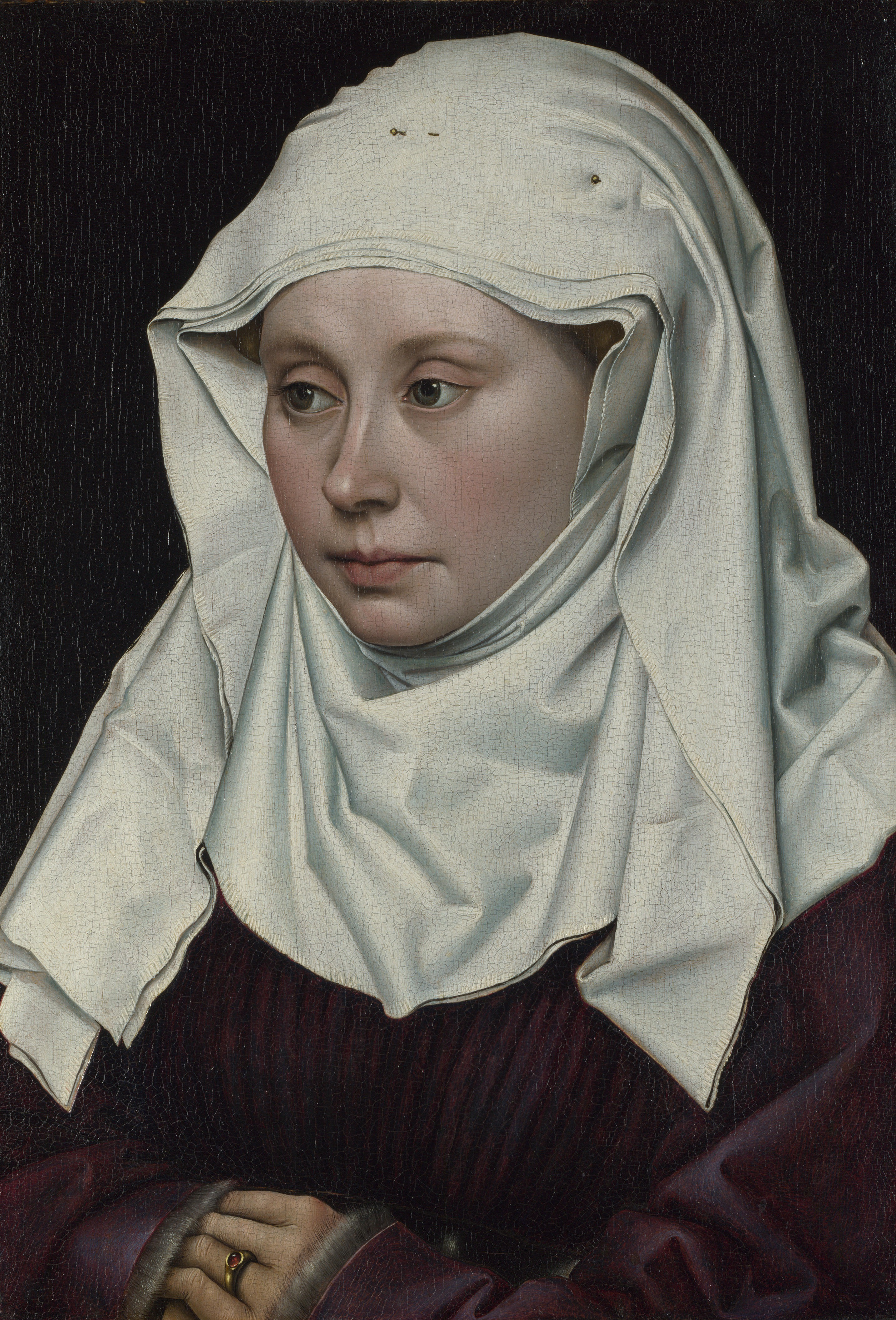
罗伯特·坎平（约），《妇人画像》，1430至1435年完成，现藏伦敦国家美术馆，坎平这幅画与弟子范德魏登的风格接近
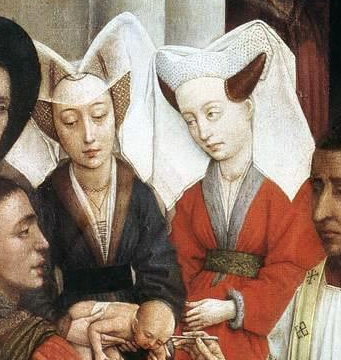
罗希尔·范德魏登，《七大圣礼祭坛画》局部细节图，1445至1450年完成，现藏安特卫普皇家安特衛普美術館。这幅正式人物集体画作上有多位打扮符合上流社会时尚的女子，身上的埃宁帽和V形领口样式与《妇人画像》类似
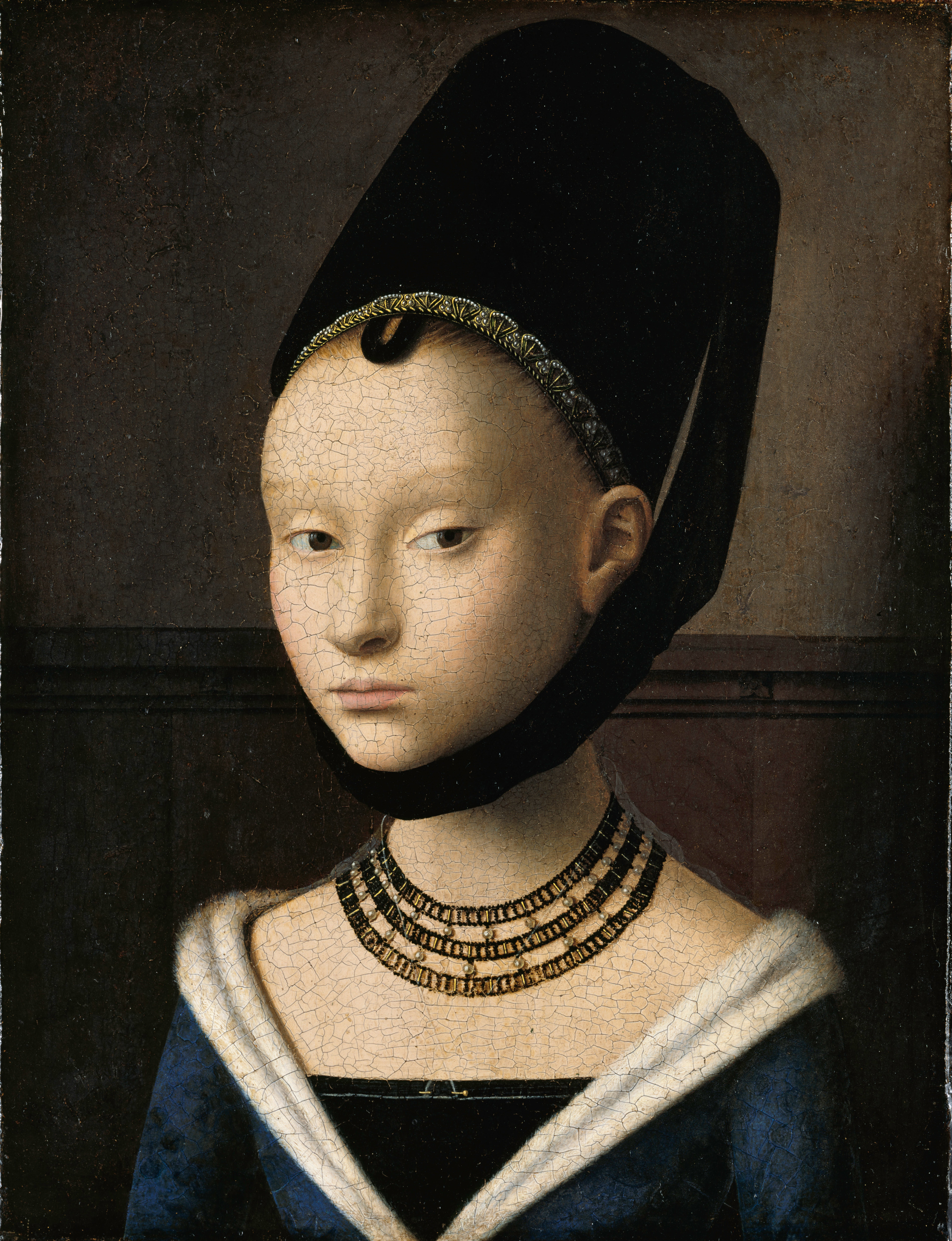
彼得鲁斯·克里斯蒂《少女的肖像》约1460年完成，现藏柏林国立博物馆，人物表情和面部特征与《妇人画像》都有相似之处
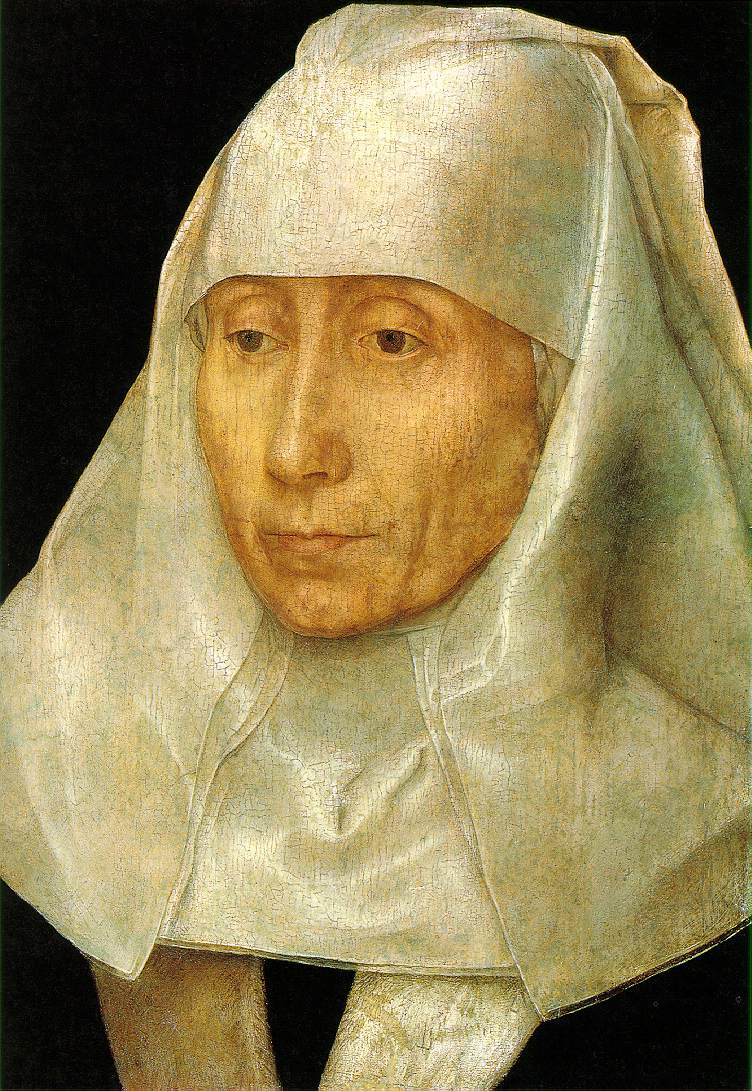
漢斯·梅姆林，《老妇人画像》，约1470年完成，现藏德克萨斯州休士頓美術館。梅姆林追随范德魏登的创作思路，利用失真的自然表象传达审美理念
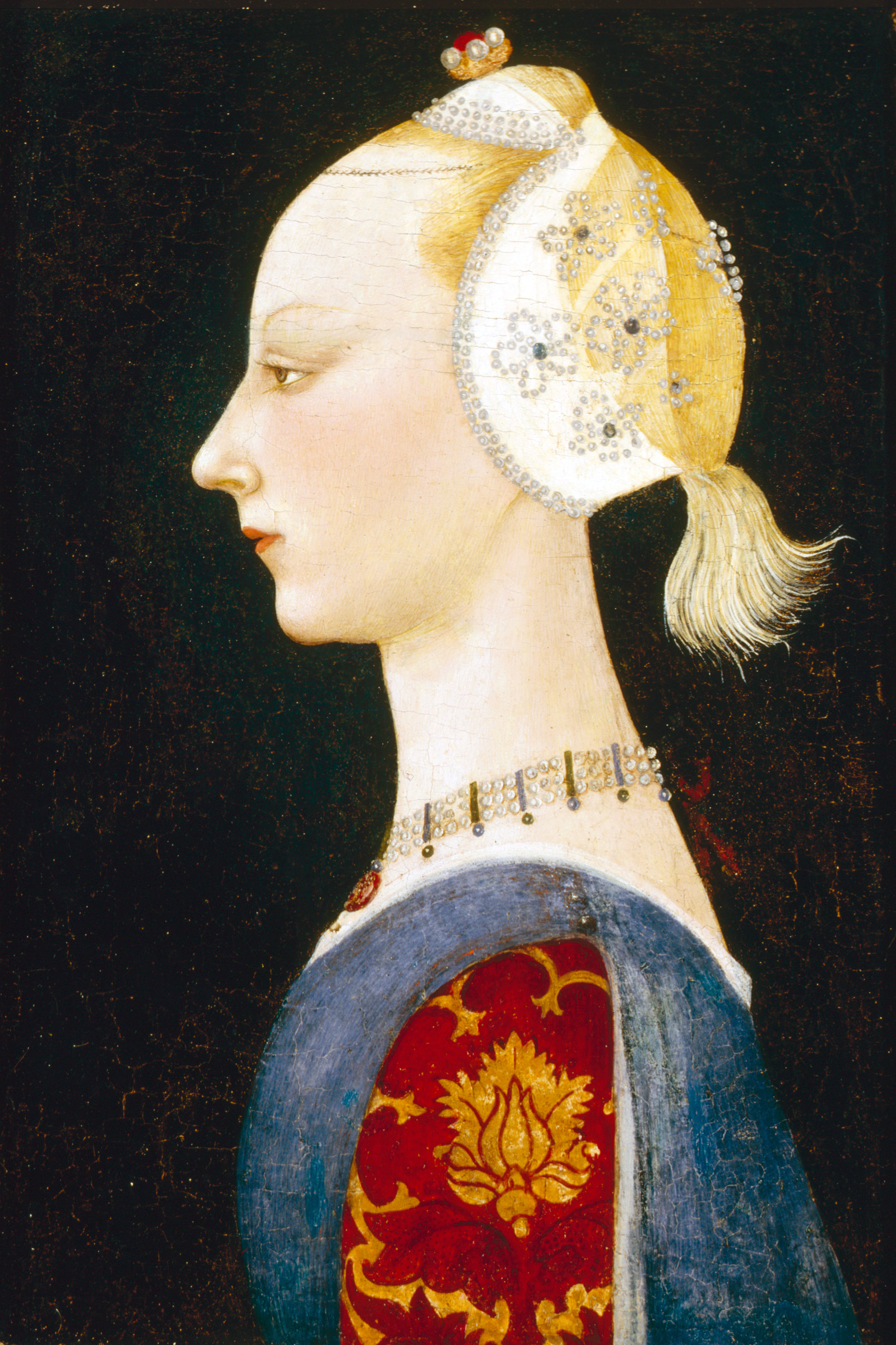
《时尚女士》，据信是佛罗伦萨画家兼数学家保羅·烏切洛创作，可能是15世纪60年代初完成。画中女士的发射线后拉，令额头更大，与后面的马尾辫一起更显优雅。耳朵被紧实的帽子遮挡，这种时尚源自当时人们普遍相信圣母是通过耳朵怀孕

### 脚注
1. 1 2 3 4 5 6  Hand & Wolff 1986，第242頁.
2. 1 2  Kleiner 2009，第407頁.
3. 1 2 3 4  Grössinger 1997，第60頁.
4. ↑  Van Der Elst 1944，第76頁.
5. ↑  Friedlænder 1963，第37頁.
6. ↑  Kemperdick 2006，第24頁.
7. 1 2  Kemperdick 2006，第23頁.

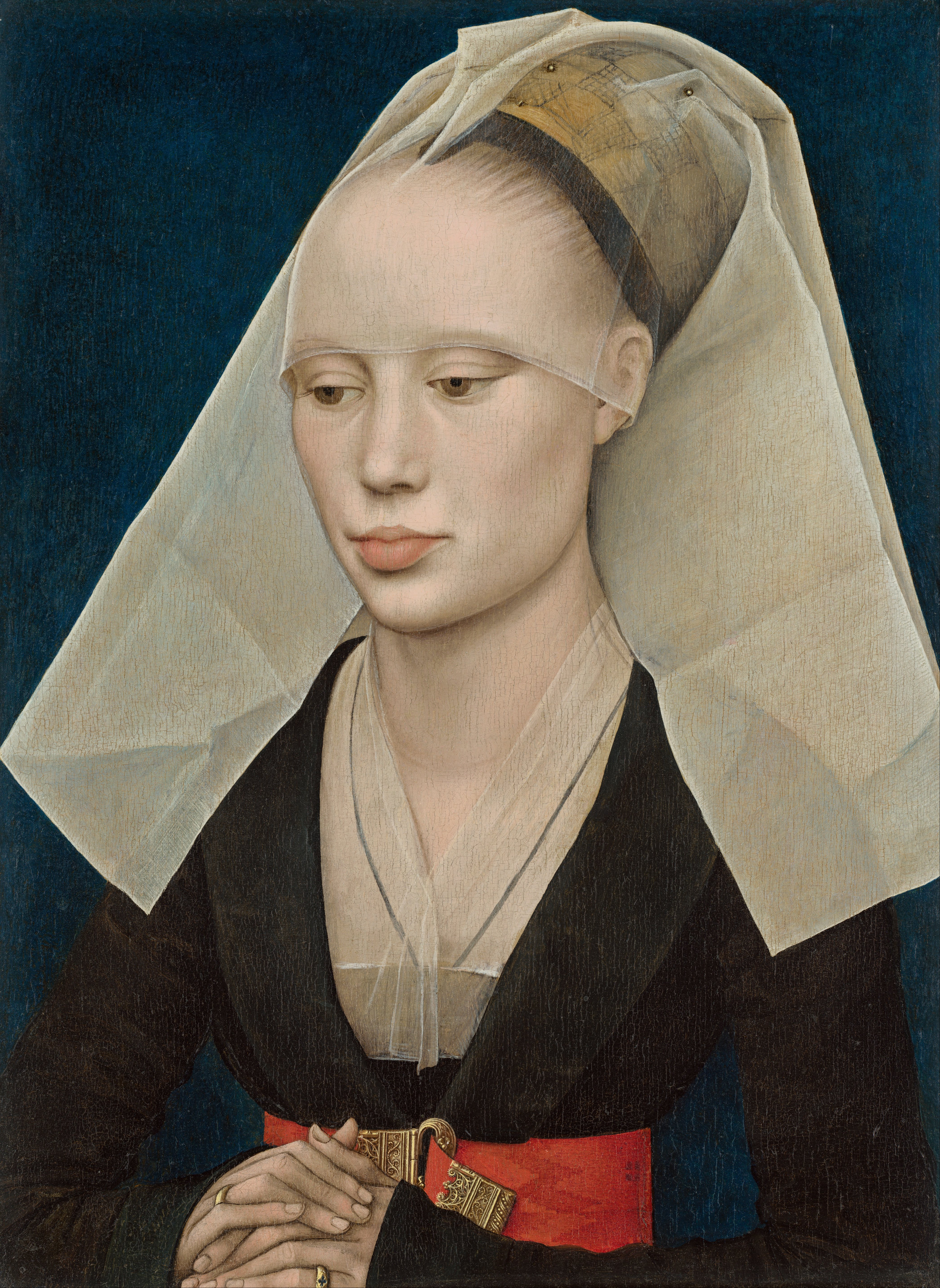
罗希尔·范德魏登约1460年完成的《妇人画像》，34×25.5cm，现藏华盛顿哥伦比亚特区国家美术馆

8. ↑  Portrait of a Lady, c. 1460 & National Gallery of Art.
9. 1 2 3 4  Schneider 2002，第40頁.
10. ↑  "Dress and Reality in Rogier Van der Weyden" by Margaret Scott, in Campbell and Van der Stock, 140
11. 1 2 3 4 5  Hand & Wolff 1986，第244頁.
12. 1 2 3 4  Campbell 2004，第15頁.
13. ↑  Kemperdick 2006，第100頁.
14. 1 2  Campbell 2004，第28頁.
15. ↑  Kemperdick 2006，第22頁.
16. 1 2 3  Walker 1975，第126頁.
17. ↑  Panofsky, p. 292: "In the superficially similar but considerably later Portrait of a Woman in the National Gallery of Washington, the hands are analogously placed but the intertwisted fingers reveal a smouldering excitability which, even more severely repressed, lives in her veiled, downcast eyes and full, sensuous lips."
18. ↑  Monro & Monro 1956，第620頁.
19. ↑  Portrait of a Lady & The National Gallery.
20. ↑  Friedlænder 1963，第16頁.
21. ↑  Smith 2004，第95–96頁.
22. ↑  Smith 2004，第96頁.
23. ↑  Virtue and Beauty: Leonardo's Ginevra De' Benci and Renaissance Portraits of Women & National Gallery of Art.
24. ↑  Brown 2003，第136頁.
25. ↑  Campbell 2004，第19頁.
26. ↑  Rogier van der Weyden & The National Gallery.
27. ↑  Campbell 2004，第14頁.
28. ↑  Campbell 2004，第16頁.
29. ↑  Friedlænder 1963，第268頁.
30. ↑  Kleiner 2009.
31. 1 2  Campbell 2004，第102頁.
32. ↑  Technical Summary & National Gallery of Art.
33. 1 2  Exhibition History & National Gallery of Art.
34. ↑  Secrest 2005，第500頁.
35. ↑  Provenance & National Gallery of Art.
36. ↑  Campbell 2004，第16, 19頁.
37. ↑  Campbell 2004，第29頁.
38. ↑  Brown 2003，第67, 112頁.